# 熊神鲸属
熊神鯨（學名：Artiocetus）是一種已滅絕的鯨魚。其學名是鯨目及偶蹄目的結合，因此牠們擁有像偶蹄目的腳踝，故又名偶蹄鯨。

## 特徵
熊神鯨生存於4700萬年前的盧台特階早期，是最古老的原鯨科之一。牠們的踝骨顯示鯨魚是由陸地回到海中，而河馬則是屬於另一分支。
熊神鯨大部份時間生活在水中，其發達的前後肢顯示牠們較多在淺水區出沒，甚至於步上陸地。
原鯨科是最先發展出尾葉的，但熊神鯨則沒有。

## 化石發現
於2001年在巴基斯坦俾路支省發現的化石顯示熊神鯨的腳踝擁有距骨及骰骨，可見早期鯨魚是有前後肢的。牠們的化石分佈在印巴地區、非洲、歐洲及北美洲，相信是因牠們喜歡較溫暖的氣候，尤其是熱帶地區。
對於熊神鯨的祖先並未有共識，但相信是演化自早期肉食性的偶蹄目。DNA分析發現河馬是熊神鯨的最近親。熊神鯨的化石代表了陸生有蹄類及鯨魚的中間形態，更加支持了偶蹄目祖先的說法。

## 外部連結
- Whale Evolution （页面存档备份，存于）
- Research on the Origin and Early Evolution of Whales (Cetacea) （页面存档备份，存于）
- Origin of Whales from Early Artiodactyls: Hands and Feet of Eocene Protocetidae from Pakistan （页面存档备份，存于）
- Distinctive characteristics of artiodactyl ankle bones （页面存档备份，存于）